# Nucleo soprachiasmatico
Il nucleo soprachiasmatico è un nucleo dell'ipotalamo, formato da gruppi di neuroni, che contribuisce alla regolazione dei ritmi circadiani endogeni, l'orologio biologico, mantenendo invariati processi fisiologici ripetitivi come i cicli della fame e del sonno.
Il nucleo contiene alcuni tipi di cellule, vari peptidi, come la vasopressina e il peptide intestinale vasoattivo, e neurotrasmettitori, che consentono l'interazione con molte altre parti del cervello.
Il nucleo soprachiasmatico riceve le informazioni dalle cellule gangliari retiniche fotosensibili, che contengono un pigmento chiamato melanopsina e seguono un tragitto chiamato tratto retino-ipotalamico, che le collega al nucleo soprachiasmatico. Il nucleo, inoltre, è influenzato anche da ormoni prodotti da altre ghiandole, come la ghiandola pineale, la quale produce l'ormone melatonina.